# 藤本流
藤本流（ふじもとりゅう）は、小豆島の藤本源七が開いた柔術の流派である。

## 歴史
小豆島池田村の藤本源七が開いた。
藤本源七（1761-1840）は農家であったが、力が人より強く多芸であり武術を好んでよく修行していた。
藤本源七は藤本流柔術を開いたが剣術は神道流を教えていた。
門人の久留島伊三郎は剣術を好み、藤本源七から神道流を学んでいる。
藤本源七から数代後に阿波国にも伝わった。

## 内容
初巻　二十八手
将棋倒、麒麟転、引倒、奏者捕、小手車、波分、鉢返、左右拍子、四寸開、左添、鼻摺、洞出、小弓、合掌、向掴、友車、肩車、引立、御前捕、烈座捕、烈座搦、引出、柄碎、布紗捕、佐無古潜、大落
目録巻　二十八手
撫倒、茂智利、臂崩、片拍子、身捨、蹴返、張落、同縺、絹被、大木倒、麒麟転、先手捕、手兼、爪捕、廻込、折居、山鳥落、羽返、雪竹、三ッ拍子、深山嵐、小手返、夢之枕、捻落、襟返、向山影、先手後手、鎬捕

## 系譜
- 藤本源七
  - 藤本善四郎
    - 工藤嘉市郎
      - 鳥羽繁太郎（阿波西条の人）
        - 松本万平
          - 大塩力太郎重春
            - 渋谷松太郎

        - 友成七左衛門
          - 友成定次郎

        - 友成七之丞[注釈 1]
          - 森本義男（笠井小三郎の貫心流の弟子。柳生一天流柔術を友成七之丞から学ぶ。）

  - 久留島伊三郎通重

流祖からの伝系不明
- 米津（阿波高志村の人）
- 新見綾太郎
- 須藤長五郎
- 布川嘉親
- 新見松太郎
- 笠井小三郎（貫心流剣術）
- 土井権左衛門
- 鳥羽茂右衛門[注釈 2]（阿波西条の人、一天藤本流と相心流を学ぶ。）
  - 片岡藤三郎
  - 露口又十郎
  - 三木彦次郎
  - 今倉仲一郎
  - 位頭達太
- 川端房右衛門吉政
  - 平尾五平
- 柳川角太郎義兼
- 福島仙次郎